# قراین
قراین یکی از روستاهای استان آذربایجان شرقی است که در دهستان سهندآباد بخش تیکمه‌داش شهرستان بستان‌آباد واقع شده‌است.این روستا ۷۷ نفر جمعیت دارد.